# 코토르만

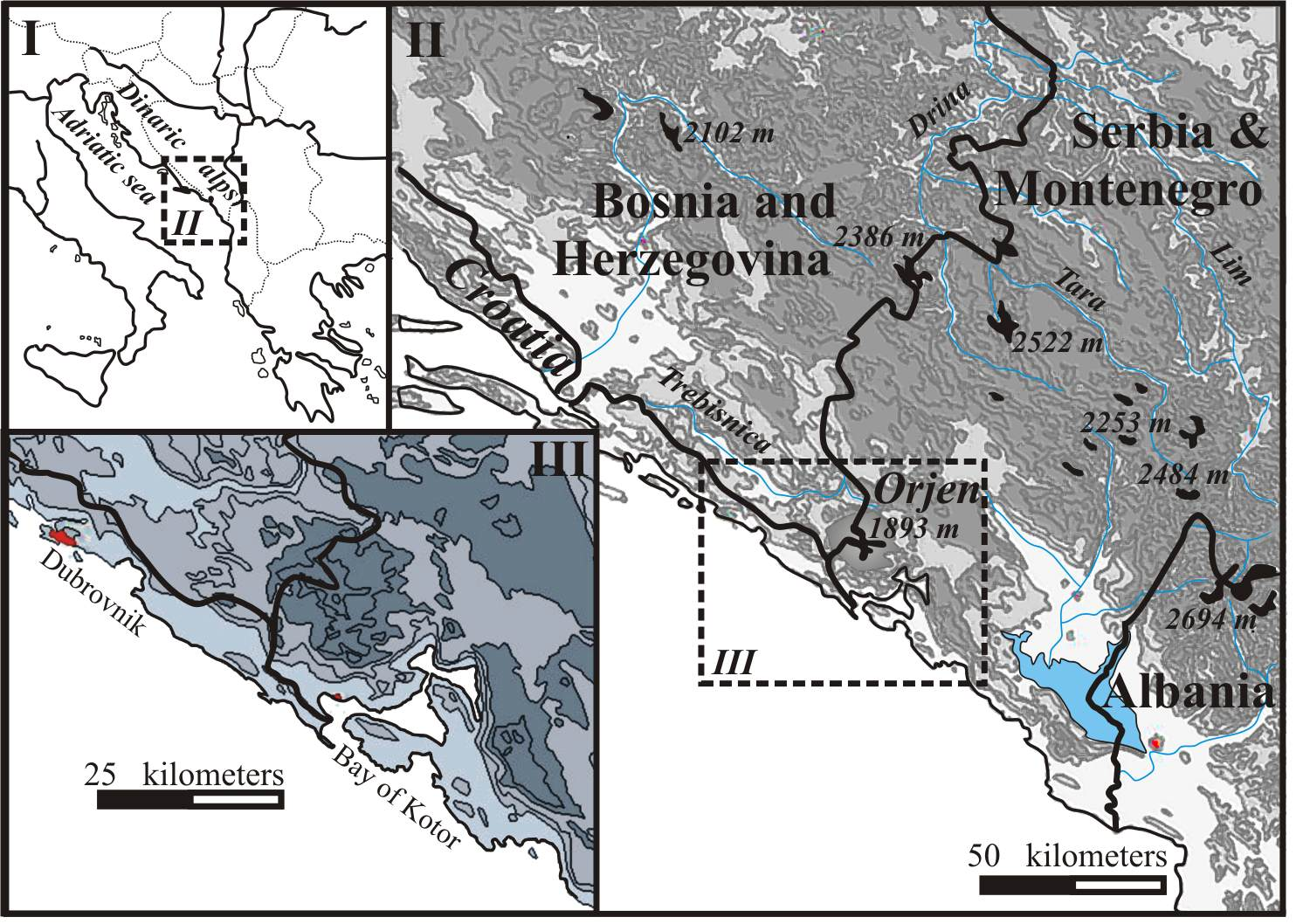
코토르 만의 위치

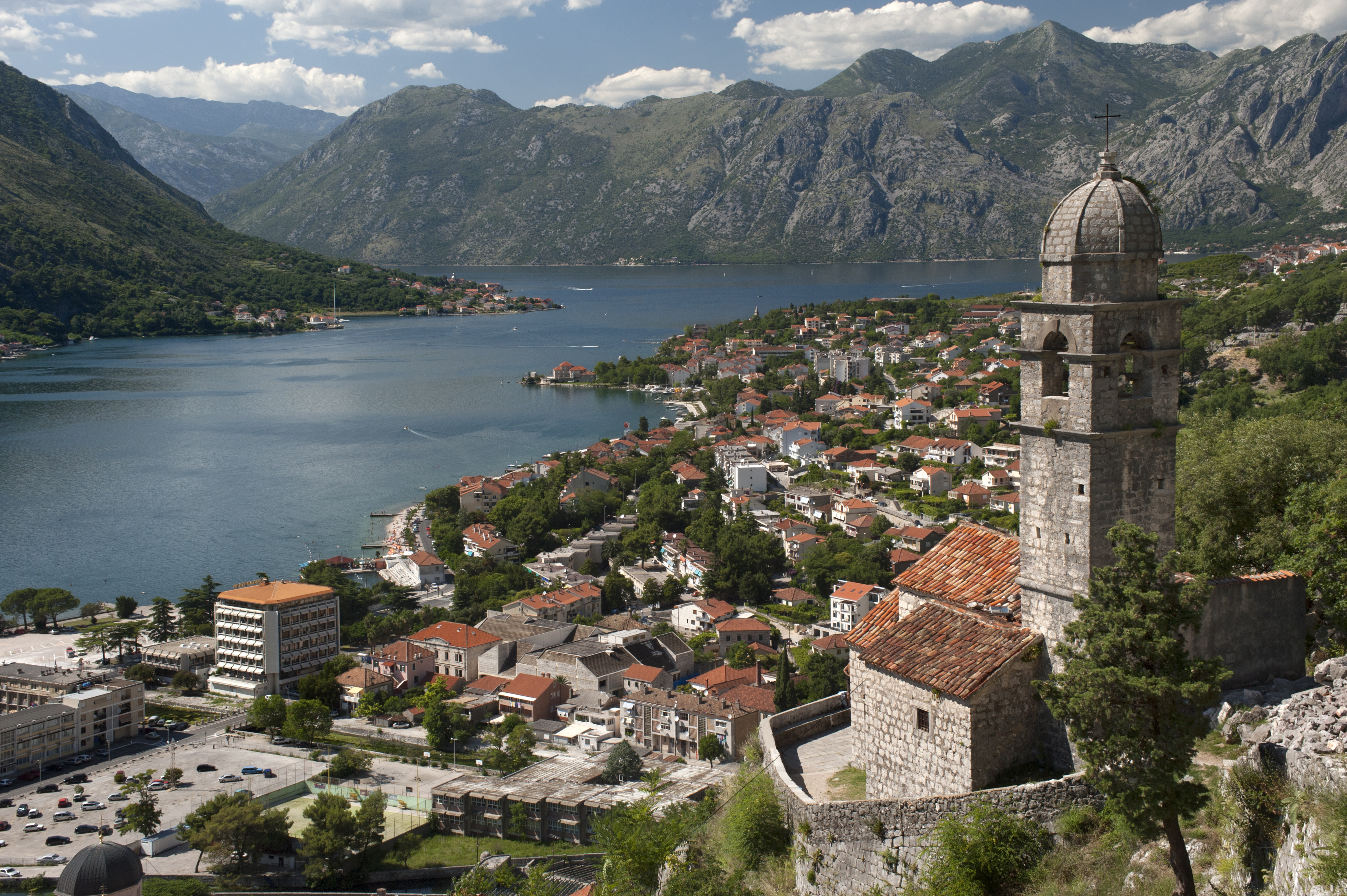
코토르 만의 풍경

코토르 만(세르비아어: Бока которска, Boka kotorska, 크로아티아어: Boka Kotorska, 이탈리아어: Bocche di Cattaro)은 몬테네그로 남서부에 위치한 아드리아해의 만으로, 수역은 87km2, 최대 수심은 60m, 평균 수심은 27.3m, 해안선 길이는 107.3km, 수면적은 2,412.306km2이다. 종종 유럽 최남단에 위치한 피오르라고 부르기도 하지만 사실은 오롄 산 고산 지대에서 흐르는 보켈리 강이 아드리아 해에 침식되면서 형성된 하천 계곡이다.
고대부터 사람이 살기 시작했으며 중세 시대에 건설된 마을이 남아 있다. 세계유산으로 지정된 코토르의 자연·문화 역사 지구의 일부분을 형성하며 아름다운 마을과 자연경관이 어우러져 있기 때문에 몬테네그로의 대표적인 관광명소로 손꼽힌다. 동방 정교회와 로마 가톨릭 교회 수도원과 교회가 많이 남아 있기 때문에 대표적인 종교 순례지로도 유명한 곳이다.
지중해성 기후와 온난 습윤 기후를 띠기 때문에 여름은 건조한 편이고 가을과 겨울, 봄은 비가 많이 내리는 편이다. 세르비아인(41.89%)과 몬테네그로인(34.68%), 크로아티아인(7.61%)이 코토르 만 연안 지역 전체 인구의 다수를 차지하며 2003년 인구 조사를 기준으로 총 71,443명이 거주한다.